# 笠松町立笠松小学校
笠松町立笠松小学校（かさまつちょうりつ かさまつしょうがっこう）は、岐阜県羽島郡笠松町下新町にある公立小学校。

## 通学区域
- 通学区域は上新町、中新町、下新町、新町、西宮町、東宮町、天王町、西町、柳原町、下本町、上本町、司町、港町、相生町、県町、八幡町、宮川町、二見町、奈良町、西金池町、東金池町、若葉町、上柳川町、下柳川町、門前町、泉町、清住町、弥生町、如月町、大池町、朝日町、美笠通1-3丁目、中川町、瓢町、友楽町、桜町、羽衣町、春日町、常盤町、東陽町、松栄町、緑町、月美町、田代の一部、円城寺の一部である[1]。公立中学校の進学先は笠松町立笠松中学校である。

## 沿革
- 1872年（明治5年）4月 - 羽栗郡笠松村、田代村、徳田村の一部が共同で育英義校を創立。都合、東本願寺笠松別院と瑞応寺で、南校と北校に分けての開校。
- 1873年（明治6年） - 田代村が博習義校を設置し、離脱。
- 1874年（明治7年）3月 - 岐阜県県庁舎（初代）（旧・笠松陣屋）に移転する。
- 1874年（明治8年） - 徳田村、薬師寺村を通学区域とするの主敬学舎を吸収する。
- 1880年（明治13年）1月 - 笠松学校に改称する。
- 1886年（明治19年）10月 - 笠松尋常高等小学校に改称する。
- 1889年（明治22年） - 笠松村が町制施行し、笠松町となる。
- 1891年（明治24年）
  - 10月28日 - 濃尾地震により校舎が全壊する。
  - 12月 - 仮校舎が完成し、授業を再開する。
- 1897年（明治30年） - 下印食村、徳田村、上印食村、薬師寺村が合併し、八剣村が発足。旧徳田村、薬師寺村の生徒は八剣尋常小学校に編入される。
- 1904年（明治37年） - 笠松商工補習学校を併設する。
- 1907年（明治41年） - 夜間学校の工女夜学を設置する。
- 1913年（大正2年）9月 - 現在地に新校舎が完成し、移転する。
- 1929年（昭和4年）- 野球部高等科チーム第10回全国少年野球優勝大会で準優勝　早大戸塚球場
- 1930年（昭和5年） - 実践女学校を附設する。
- 1941年（昭和16年）4月 - 笠松町立笠松国民学校に改称する。
- 1947年（昭和22年）4月 - 笠松町立笠松小学校と改称。卒業生は笠松町立笠松中学校に進学する。
- 1960年（昭和35年）3月 - 校舎（第一期工事）が完成する。
- 1961年（昭和36年）3月 - 校舎（第二期工事）が完成する。
- 1962年（昭和37年）3月 - 校舎（第三期工事）が完成する。
- 1964年（昭和39年）
  - 4月 - 校舎（第四期工事）が完成する。
  - 7月 - プールが完成する。
- 1965年（昭和40年）6月 - 校舎（第五期工事）が完成する。
- 1974年（昭和49年）10月 - 西舎が完成する。
- 1983年（昭和58年）1月 - 校舎の防音工事が完成する。
- 2010年（平成22年）10月 - 校舎の耐震工事が完成する。

## 交通機関
- 名古屋鉄道竹鼻線 西笠松駅より徒歩5分
- 笠松町公共施設巡回町民バス「笠松小学校前」バス停下車

## 学校周辺
- 笠松町役場
- 岐阜県立岐阜工業高等学校
- 笠松町立笠松中学校
- 笠松陣屋址
- 笠松刑務所
- 笠松競馬場
- 魂生大明神
- 奈良津堤の桜（飛騨・美濃さくら三十三選）
- 笠松湊
- 笠松町コミュニティ消防センター